# Clandestine (album d'Entombed)
Pour les articles homonymes, voir Clandestine.
Albums de Entombed
Left Hand Path
(1990) Wolverine Blues
(1993)
Clandestine est le deuxième album studio du groupe de Death metal suédois Entombed. L'album est sorti en novembre 1991 sous le label Earache Records.
Cet album a contribué à définir le son Death metal suédois. Il est également globalement plus accessible d'écoute que son prédécesseur, Left Hand Path.
Le batteur Nicke Andersson a largement contribué à la composition des paroles et de la musique de l'album.

## Musiciens
- Uffe Cederlund - Chant, Guitare
- Alex Hellid - Guitare
- Lars Rosenberg - Basse
- Nicke Andersson - Batterie

## Liste des morceaux
1. Living Dead – 4:26
2. Sinners Bleed – 5:10
3. Evilyn – 5:05
4. Blessed Be – 4:46
5. Stranger Aeons – 3:25
6. Chaos Breed – 4:52
7. Crawl – 6:13
8. Severe Burns – 4:01
9. Through the Collonades – 5:39